# Tetramorium miserabile
Tetramorium miserabile is een mierensoort uit de onderfamilie van de Myrmicinae. De wetenschappelijke naam van de soort is voor het eerst geldig gepubliceerd in 1918 door Santschi.